# Диодот Эритрейский
Диодот — историограф и секретарь Александра Македонского.
Диодот был родом из Эритреи в Ионии. Отправляясь в 334 году до н. э. в Азию, Александр Македонский взял с собой историографов, чтобы они подробно описывали его деяния. Согласно Афинею, Диодот вместе с Эвменом Кардийским вёл ежедневные записи происходивших событий, получившие название «Эфемериды» или царский журнал. Как и свидетельства других современников Александра, эти записи не сохранились, однако широко использовались жившими позднее греко-римскими писателями. При этом труды Диодота, равно как данные дневников Птолемея и Аристобула, послужили основой для апологетической традиции изображения македонского царя. Канадский исследователь В. Хеккель высказал предположение, что Диодот, возможно, непосредственно не сопровождал македонскую армию, а только занимался впоследствии обработкой Эфемерид. Либо его имя было псевдонимом самого Эвмена из Кардии.